# Třetí věk
Třetí věk je éra historie fiktivního světa Středozemě, vytvořeného anglickým spisovatelem J. R. R. Tolkienem, v níž se odehrává děj Tolkienovy nejslavnější trilogie, Pán prstenů.
Třetí věk začíná porážkou Temného pána Saurona vojskem Posledního spojenectví elfů a lidí. V tomto věku se nejvlivnějším plemenem ve Středozemi stávají lidé a dojde k vzestupu a pádu jejich království Arnoru a Gondoru. Moc elfů postupně bledne a Prvorození pomalu ustupují do ústraní a odcházejí na západ do blažené říše Aman. Třetí věk končí válkou o Prsten, zničením Vládnoucího prstenu a konečnou Sauronovou porážkou.

## Dějiny

### Počátek Třetího věku a ztráta Jednoho prstenu
Třetí věk Slunce začíná porážkou Temného pána Saurona armádami svobodných národů Středozemě. Při obléhání Sauronovi pevnosti Barad-dûr padli jak poslední velekrál Noldor Gil-galad, tak Númenorský král Arnoru Elendil se svým synem Ánorionem. Druhému Elendilovu synu Isildurovi se podaří otcovým zlomeným mečem Narsilem utít Sauronovi z ruky Jeden prsten. Temný pán byl poražen a jeho duch uprchnul do dalekých zemí. Elrond a Círdan Isildurovi po bitvě radili, aby prsten vhodil do ohně blízké hory Orodruiny, kde jedině mohl být zničen. Isildur však po prstenu zatoužil a ponechal si jej. Druhého roku Třetího věku zasadil v Minas Tirith semenáček Bílého stromu na památku svého mrtvého bratra. Kralování nad Gondorem přenechá Ánorionovu synovi Meneldilovi a sám odjíždí s většinou svého lidu na sever, aby se ujal dědictví po otci nad říší Arnor. Jeho výprava je však mezi Mlžnými horami a řekou Anduinou zaskočena skřety a téměř většina jeho lidu je pobita. Sám Isildur se s prstenem pokusí utéci. Poté, co si ho nasadí, se stává neviditelným. Pokouší se přeplavat řeku, prsten ho však zradí a sklouzne mu z prstu. Skřeti si krále všimnou a zastřelí ho svými šípy. Jeden z mála kdo z masakru na Kosatcových polích vyvázl byl Isildurův panoš Ohtar, kterému se podařilo donést jemu svěřené úlomky meče Narsilu do Roklinky. Vládnoucí prsten byl ztracen a dlouhou dobu nikdo netušil, kam zmizel.

### Zánik Arnoru a pád Angmaru

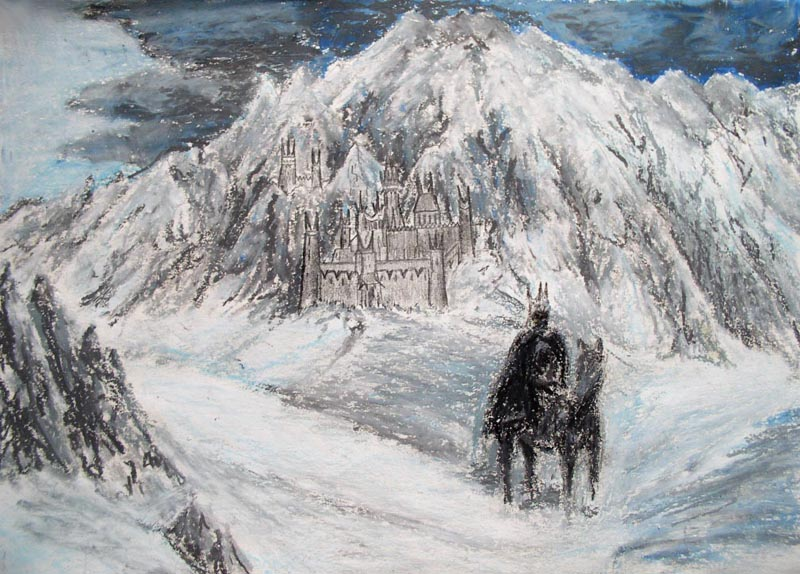
Černokněžný král Angmaru před svým sídlem Carn Dûm – Matěj Čadil

Po Isildurově smrti, se ujal vlády nad Severním královstvím jeho nejmladší syn Valandil. Ten se usídlil v hlavním městě Annúminas. Jenomže po válce se Sauronem a po smrti většiny lidu v boji na Kosatcových polích, zbylo v Arnoru jen velmi málo obyvatel. Většina měst tak zůstala neobydlena a postupně zanikala. Po smrti desátého krále Eändura v roce 861 dochází k rozdělení říše mezi jeho syny a Arnor se rozděluje na tři samostatná království Arthedain, Rhudaur a Cardolan. Kolem roku 1000 padá stín na Temný hvozd, tenkrát připlouvají ze západu Istari-čarodějové. Nejznámější z nich byli Mithrandir a Curunír. Někdy kolem roku 1050 se objevují první zprávy o hobitech, kteří překračují Mlžné hory a usazují se v Eriadoru. Na rozkaz Saurona vyrazil na sever Pán nazgûlů, který měl využít slabosti Númenorejců k jejich porážce. Pán nazgûlů zakládá v roce 1300 na severu čarodějnickou říši Angmar. Rhudaur padne pod moc Horalů, kteří se přidávají k černokněžnickému králi Angmaru. Cardolan je vypleněn a tak se posledním Dúnadanským panstvím stává Arthedain. Král Arthedainu Argeleb se od roku 1349 začal opět nazývat králem Arnoru. Po morové ráně, která do země přichází v roce 1636 Eriador ještě více pustne. Poslední království severu Arthedain, které válčilo s čarodějným Angmarem zaniká v roce 1975. Rodová královská linie však nevymírá. Dědici trůnu se stávají náčelníky Dúnadánů, z kterých se stal potulný lid žijící v divočině. Pán nazgûlů si však vítězství neužije dlouho, protože z jihu dorážejí posily z Gondoru a Lindonu vedené princem Eärnurem. Angmarská vojska jsou v bitvě úplně rozdrcena a Nazgûl je donucen k útěku. Tenkrát Glorfindel předpoví, že Pán nazgûlů nepadne rukou muže.

### Vrchol moci Gondorského království

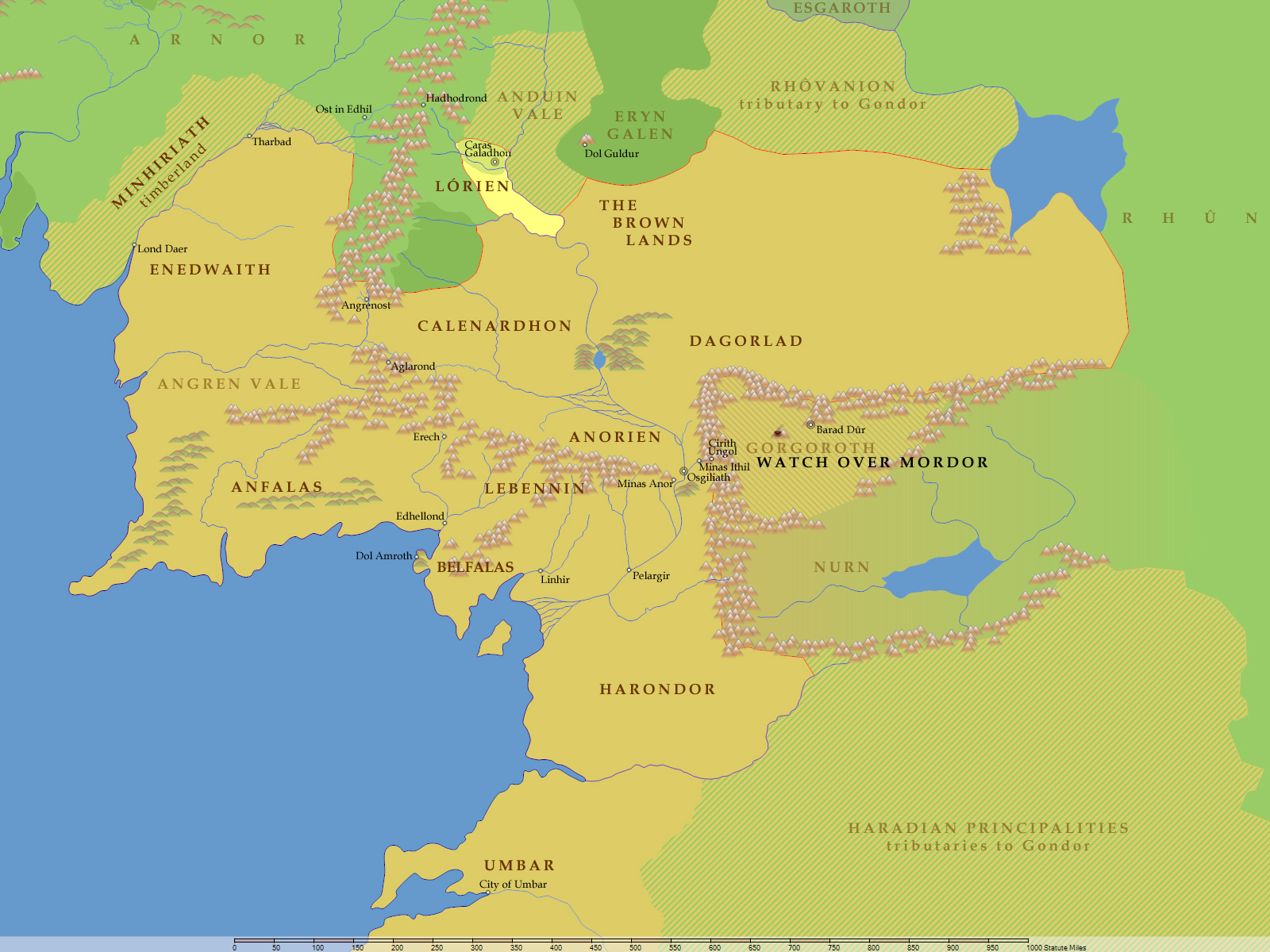
Mapa Středozemě s žlutě zaznačeným rozsahem Gondorského království na vrcholu moci okolo roku 1050 T.v.

Isildur svěřil před svým odjezdem na sever kralování nad Gondorem svému synovci Meneldilovi. Meneldil a jeho synové moudře vládli a Gondorské království vzkvétalo. Kolem roku 500 se Gondor musí bránit proti barbarským národům, které najíždějí do země z východu. Roku 500 poráží v bitvě Východňany král Tarostar, který poté přijímá jméno Rómendacil I. Jeho syn Turambar zaznamenává další vítězství nad východními národy. Roku 830 nastupuje na trůn král Tarannon Falastur, který zahajuje výstavbu silného loďstva, s jehož pomocí rozšiřuje svou moc podél pobřeží na jihovýchod. Král Eärnil I. roku 933 dobývá Umbar, který se stává Gondorskou pevností. Král Ciryaher roku 1050 poráží Haradské a přijímá jméno Hyarmendacil I. Králové Haradu jsou nuceni uznat nadvládu Gondoru. Král Minalcar roku 1248 vede velké vojsko na východ a poráží Východňany u jezera Rhûn, poté přijímá jméno Rómendacil. Království se tak v té době dostává k vrcholu své moci.

### Občanská válka a úpadek Gondoru
Roku 1366 nastupuje na trůn v Gondoru král Valacar, který udržoval dobré styky se severním královstvími Arnoru a Rhovanionu, královstvím Seveřanů. Za manželku si vybírá seveřanku Vidumavi, se kterou má syna Eldacara. Jenomže, když má v roce 1432 Eldacar nastoupit na trůn, jih země v čele s kapitánem loďstva Castamirem povstane. Roku 1437 dochází k bojům v hlavním městě Osgiliathu, který je zpustošen. Král Eldacar utíká na sever a na trůn dosedá Castamir Uchvatitel. Za deset let v roce 1447 se však Eldacar vrací a poráží Castamira v bitvě u brodu Erui, ve které Castamir umírá. Castamirovi synové s většinou loďstva odplouvají do Umbaru, který se stává jejich základnou pro další vpády do Gondoru. Umbar se od té doby stává postrachem pro přímořské národy, které tamní nájezdníky označují za umbarské korzáry.
Roku 1636 přichází z východu hrozný mor, který zabíjí mnoho obyvatel v zemi. Při epidemii umírá také král Telemnar se svými dětmi. Příští král Tarondor odchází z Osgiliathu a přesouvá svůj trůn do Minas Tirith. Osgiliath je postupně opuštěn a rozpadá se. Gondor postupně přestává střežit zemi Mordor.

### Znovupovstání Saurona
V roce 1944 dochází k uzavření příměří mezi východními národy z Haradu a Umbaru, vozatajů z okolí jezera Rhûn a Varjagy z Chandu. Za touto smlouvou stála zjevně povstávající vůle Sauronova. Barbaři napadli Gondor z východu i z jihu. Král Ondoher padne. S vypětím všech sil jsou nakonec jižané i vozatajové odraženi a zahnáni do Mrtvých močálů. V roce 1974 dobývá čarodějný král Angmaru poslední pevnost Arnoru Forochel a severní království je zničeno. Gondorský princ Eärnur přispěchá na pomoc, přichází však pozdě. Podaří se mu alespoň porazit a zahnat Pána nazgûlů a severní země jsou zbaveny stínu. Pán prstenových přízraků však utíká do Mordoru, kde kolem sebe shromáždí ostatní nazgûly. V roce 1980 probouzejí trpaslíci v Morii balroga, který je donutí z města uprchnout. V roce 2002 nazgûlové dobudou Minas Ithil, která je přejmenována na Minas Morgul a zmocňují se zdejšího palantíru. V roce 2043 se stává králem Gondoru Eärnur II. Je vyzván k souboji Pánem nazgûlů. Výzva je v roce 2050 zopakována. Gondorský král ji přijímá a odjíždí k Minas Morgul. Je však zrazen, zajat a umučen. Tak vymírá větev Gondorských králů a na trůn nastupuje první z linie správců Mardil. Roku 2063 se Mithrandir rozhodne prozkoumat Dol Guldur. Zjistí, že Sauron opět povstal a že na sebe opět vzal viditelnou podobu. Stěží se mu z Dol Gulduru podaří uprchnout. Temný pán jehož plány byly prozrazeny se stahuje do Mordoru. V roce 2951 se posílený Sauron znovu prohlašuje za Pána světa, opravuje Barad-dûr a sbírá další síly na ovládnutí celé Středozemě.

### O nalezení Prstenu

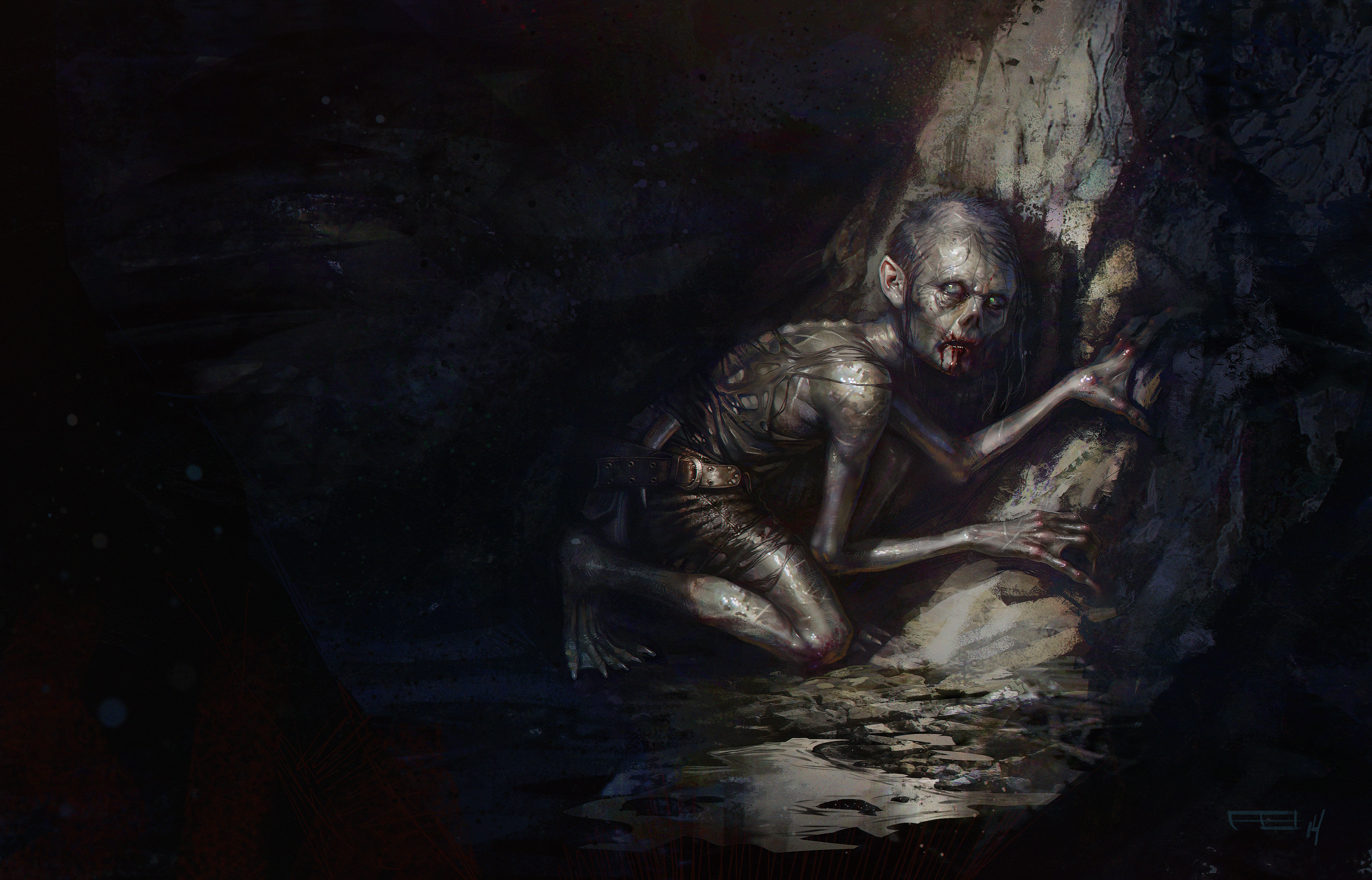
Glum – Frédéric Bennett

Někdy kolem roku 2463 nachází půlčík Deagól při lovení ryb v bahně řeky Anduiny zlatý prsten. Je zabit svým přítelem Sméagolem, který mu prsten ukradne a ponechá si ho. Postupně se do prstenu zamiluje a uteče od svého lidu do jeskyní v Mlžných horách, kde se s prstenem schovává. V roce 2463 je vytvořena tzv. Bílá rada, která si dá za cíl objevení prstenu. V radě zasedají Mithrandir, Curunír, Elrond, Círdan, Galadriel a další významní Eldar. V roce 2850, poté co Gandalf znovu prozkoumává Dol Guldur a zjišťuje, že se Sauron vrátil, nabádá radu, aby byl Dol Guldur napaden, dřív než bude pozdě. Saruman, který již mezitím propadnul zlu a chtěl prsten využít pro své záměry na ovládnutí světa, zamítnul Gandalfův návrh na útok a radil vyčkávat. Tajně však vyslal ke Kosatcovým polím své špehy, kteří po prstenu pátrali. V roce 2941 dochází k výpravě Thorina Pavézy, jeho společníků, Gandalfa a hobita Bilba Pytlíka k Osamělé hoře. Při průchodu Mlžných hor se Bilbo setkává se Sméagolem, který se již tenkrát nazýval Glum a získává od něj Jeden Prsten. Po zabití draka Šmaka a bitvě pěti armád se Bilbo spolu s prstenem vrací zpět do Kraje. V roce 2944 Glum vylézá ze svého doupěte v horách a začíná pátrat po „zloději“ prstenu. V roce 2953 se schází poslední schůzka Bílé rady. Saruman lže na radě o tom, že zjistil, že Jeden prsten byl Anduinou odnesen do moře. Žárlí na Gandalfa, dává ho sledovat a opevňuje se v Železném pasu. Asi kolem roku 3000 je Saruman chycen do léčky Sauronem, když nahlížel do Orthankského palantíru. Přechází na stranu Temného pána a zrazuje radu. Roku 3001 se v Hobitíně koná oslava Bilbových stojedenáctých narozenin. Gandalf začíná mít tušení, že Bilbův prsten je Jedním prstenem. Opakovaně navštěvuje Kraj a Bilbova synovce Froda, kterému Bilbo prsten odkázal. Kolem roku 3009 je v Mordoru skřety chycen Glum. Po mučení vyzradí jméno zloděje prstenu a tak jsou Temným pánem do Kraje vyslány Prstenové přízraky. V roce 3017 je Glum propuštěn z Mordoru a je zajat hraničářem Aragornem, který jej svěří lesním elfům. Gandalf si po přečtení Isildurova svitku uvědomuje, že Frodo vlastní Jeden prsten.

### O událostech Velkých roků Třetího věku

#### Frodův útěk z Kraje
Gandalf se v červnu roku 3018 jel poradit do Železného pasu k Sarumanovi, je však uvězněn. 18. 9. se mu podaří uprchnout. Nazgûlové vjíždějí do Kraje, aby se zmocnili prstenu. 23. září opouští Frodo spolu se svým zahradníkem Samem Křepelkou a příbuznými Smíškem a Pipinem Kraj a vydávají se hledat Gandalfa do Hůrky. Jsou přepadeni Prstenovými přízraky na Větrově, Aragorn, vůdce Dúnadanských hraničářů na poslední chvíli přízraky zažene. Frodo je jedním z nazgûlů těžce raněn. Z Roklinky přijíždí Glorfindel, ten odváží Froda k mistrovi Elrondovi, který jej uzdravuje. Do Elrondova domu v Roklince přijíždí také Gandalf.

#### Putování Společenstva prstenu
25.10. je svolána Elrondova rada, na které jsou zastoupena všechna svobodná plemena Středozemě. Je rozhodnuto, že prsten musí být zničen v ohni Hory osudu. Do družiny s tímto cílem byli vybráni Gandalf, Aragorn, Boromir syn správce Gondoru Denethora II., elf Legolas syn krále Thranduila z Temného hvozdu, trpaslík Gimli syn Glóinův a hobiti Frodo, Sam, Pipin a Smíšek. Výprava na přelomu roku opouští Roklinku a vydává se podél Mlžných hor na jih. Pokusí se překročit hory průsmykem u Caradhrasu, je však donucena se stáhnout zpět. Po Gimliho přímluvě se společenstvo pokusí projít pod horami přes doly Morie, starobylého, zpustlého, trpasličího města. V Morii naleznou pozůstatky po Balinově výpravě. Jsou napadeni skřety a Balrogem před kterým ustupují. Na můstku Khazad-dûm se Balrogovi postaví Gandalf. Při souboji se můstek zřítí a oba soupeři padají do temnoty. Společenstvo utíká východní branou ven zdrceno Gandalfovou smrtí. Čaroděj však při pádu nezemřel, ale bojoval s Balrogem, kterého nakonec shodil z vrcholku Durinovy věže. Na svá zranění zemřel, byl však mocí Valar znovu vzkříšen a nesl od té doby jméno Gandalf Bílý. Společenstvo pod vedením Aragorna mezitím doráží do Lórienu, kde vládne paní Galadriel se svým manželem Celebornem. Výprava je bohatě obdarována a Frodovi se Samem Galadriel dovolí nahlédnout do jejího zrcadla, které má možnost zjevovat budoucnost. Společenstvo dál putuje po řece Anduině. Před Rauroskými vodopády je však 26.2. napadeno Sarumanovými skřety. Výprava se rozpadá. Boromir sveden prstenem je skřety zabit, Frodo se Samem utíkají, Smíšek s Pipinem jsou zajati. Legolas, Gimli a Aragorn se za skřetími únosci vydávají.

#### Boje v Rohanu
Při útoku Rohanských jezdců pod vedením králova synovce Éomera, se zajatým hobitům v nastalém zmatku podaří uniknout a schovávají se v lese Fangorn, kde se jich ujímá ent Stromovous. Aragorn s Gimlim a Legolasem potkávají Gandalfa Bílého, společně se s Éomérem vydávají ke králi Théodenovi do hlavního města Edorasu. Théoden je Gandalfem vyléčen od Sarumanových kouzel. Saruman dává svým skřetům rozkaz k zničení celého Rohanu. Desetitisícová armáda pochoduje do Edorasu a po cestě pálí. Lidé z Rohanu se stahují do pevnosti Hláska v Helmově žlebu. Tam jsou obleženi a dochází k bitvě o Hlásku. Na poslední chvíli přijíždí obleženému králi na pomoc Gandalf spolu s Éomérem a Sarumanovi sluhové jsou rozehnáni. Mezitím se Pipinovi se Smíškem podaří přemluvit enty k útoku na Železný pas. Saruman je uzavřen ve své věži Orthanku.

#### Boje v Gondoru
Gandalf spolu s Pipinem odjíždějí do Minas Tirith. Rohanské vojsko se chystá vyrazit na pomoc Gondoru. Aragorn, Legolas a Gimli se vydávají na cestu Stezkami mrtvých. Sauron vydává rozkaz ke konečnému útoku na Gondor. Jeho skřetí vojska jsou posílena o Haradské a Východňany ze země Rhûn. Z Umbaru navíc vyplouvá silná flotila korzárů. Aragornovi se podařilo na svou stranu získat mrtvé a spolu s Dúnadány a lidmi z jižního Gondoru poráží Umbarské korzáry a zabírá jejich lodě. Vrcholí bitva o Osgiliath Faramir je raněn a Gondorští ustupují do Minas Tirith. Mordorské vojsko obklíčilo město a začalo obléhání. Rohanská armáda jede obleženému městu na pomoc. Dojde k bitvě na Pelennorských polích, ve které jsou Sauronovi síly určené na obsazení Gondoru zcela zničeny. V boji zemřel Rohanský král Théoden, jeho neteři Éowyn se ale podařilo zabít Pána nazgûlů. Správce Gondoru Denethor propadá šílenství a ukončí svůj život na hranici.

#### Putování Froda a Sama
V březnu Sam a Frodo vedení Glumem přecházejí Emyn Muil, Mrtvé močály a doráží na dohled k Černé bráně. Glum Froda přesvědčí o tom, že zná bezpečnější cestu do Mordoru. Ve skutečnosti však Glum zamýšlel přivést hobity do doupěte obrovské pavoučice Oduly a po jejich sežrání se chtěl zmocnit Frodova prstenu. Na cestě na jih jsou zajati Faramirem, Boromirovým mladším bratrem, který velel Gondorským hraničářům. Faramir vábení prstenu odolal a nechal Froda odejít. Frodo a Sam jsou Glumem dovedeni do průsmyku Cirith Ungol, kde má své doupě Odula. Samvěd Křepelka pavoučici smrtelně zraní a zahání Gluma. Frodo je však Odulou uštknut a Sam došel k závěru, že jeho pán zemřel. Proto si vzal jeho prsten s úmyslem pokračovat v úkolu. Od skřetů, kteří vzápětí Froda objevují, se Sam dozvídá, že se mýlil. Nakonec se mu svého pána podaří ze skřetího zajetí osvobodit. Oba dva pokračují na své cestě k hoře převlečeni za skřety.

#### Sauronův pád
Po vítězné bitvě se Aragorn s Gandalfem a Éomerem rozhodnou vylákat všechnu sílu Temného pána z jeho pevností, protože vědí, že musí Frodovi co nejvíce usnadnit jeho cestu. Tento plán skutečně vyjde a Frodo se Samem dorážejí nepozorovaně k Orodruině. Páni západu jsou před Morannonem obklíčeni obrovskou přesilou. Dojde k bitvě u Morannonu. V té chvíli se Glum zmocní Frodova prstenu a samou radostí s ním spadne do ohně Hory osudu. Frodo se Samem jsou orly zachráněni z rozpadající se hory. Sauron je zničen, prstenové přízraky umírají, skřetí vojsko ve zmatku prchá a zbytek Haradských a Východňanů se vzdává. S pádem Saurona přicházejí další vítězství. Celeborn a Galadriel boří Dol Guldur a očišťují Temný hvozd.

#### Konec Třetího věku
1. května 3019 je korunován Aragorn na krále Elessara. Při Slunovratu dojde k svatbě Elessara a Elrondovy dcery Arwen. Hobiti se po mnoha poctách vydávají na cestu domů do Kraje. Do Hobitína dorážejí v listopadu. Saruman, který uprchnul ze Železného pasu, však mezitím jejich domov co možná nejvíce zničil. Frodo mu uděluje milost a nechává ho jít, čaroděj je však zabit svým sluhou Červivcem. Porážkou Sarumanových sluhů 3.11. v bitvě u Povodí končí Válka o Prsten. S pomocí darů paní Galadriel hobiti znovu opravují Kraj a zlo napáchané Sarumanem. 25.3. 3021 podle Gondorského letopočtu končí Třetí věk. Nositelé prstenu Bilbo a Frodo spolu s Gandalfem, Elrondem a Galadriel, kteří tajně nosili Tři velké elfí prsteny nasednou v Šedých přístavech na Círdanem postavenou loď a odplouvají směrem na západ.